# Mariàssovo
Mariàssovo (en rus: Марьясово) és un poble del krai de Krasnoiarsk, a Rússia, que en el cens del 2010 tenia 156 habitants. Pertany al districte de Balakhtà.